# شیر سلنوئیدی

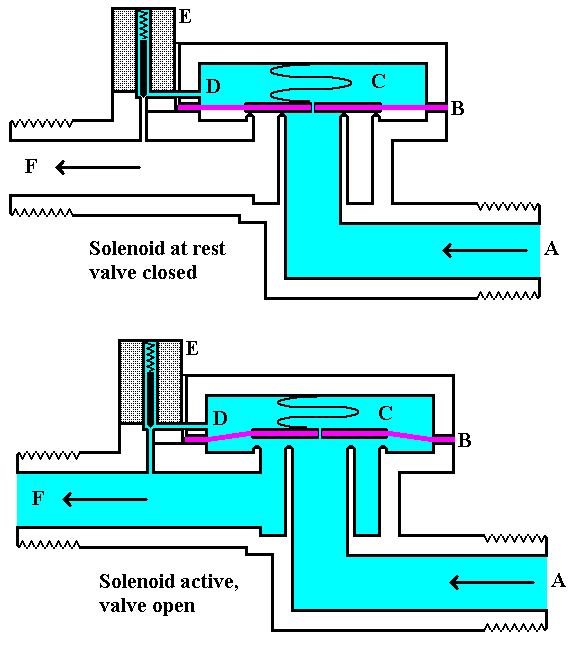
شیر سلنوئیدی در حالت بسته (تصویر بالا) و حالت باز (تصویر پایین)

شیر سُلونوئیدی یا شیر سیم‌لوله‌ای یک نوع شیر الکترومکانیکی عمل کننده است که به وسیله جریان الکتریکی عبورکننده از سیم‌لوله کنترل می شود. بدین صورت که در شیرهای دارای دو پورت سیال بین ورودی و خروجی سوییچ شده و در شیرهای دارای سه پورت، خروجی بین دو پورت جابجا می شود. چندین شیر سلونوئیدی را می توان با هم در یک دریچه قرارداد. با وجود این که در اغلب شیرهای سلونوئیدی از محرک پیستونی استفاده می شود، محرک های آرمیچر محوری و محرک سوپاپی نیز در آن کاربرد دارند.

## کاربردها
شیرهای سلنوئیدی کاربردهای فراوانی در خاموش و روشن کردن اجزای الکترونیکی شیر، توزیع و مخلوط کردن مایعات دارند. به علت سرعت بالا و امن بودن سویچینگ، قابلیت اطمینان بالا، عمر طولانی، سازگاری مطلوب، مواد اولیه مرغوب، نیاز به قدرت راه اندازی پایین و طراحی کم حجم از مزایای این نوع شیرها محسوب می‌شود که کاربرد آن ها را در صنعت افزایش داده است.
از شیرهای سلنوئیدی می توان در گستره وسیعی از کاربردهای صنعتی، مانند کنترل عمومی، کالیبراسیون و تست های استاندارد، سیستم های کنترل نیروگاه های آزمایشی، سیستم های کنترل فرآیند و تجهیزات اصلی کارخانه های مختلف استفاده نمود.
شیرهای سلونوئیدی در پنوماتیک سیالات با حجم بالا و سیستم های هیدرولیکی به منظور کنترل سیلندر، کنترل قدرت موتورهای موجود و شیرهای بزرگ صنعتی کاربرد دارند. از شیرهای سلونوئیدی با کنترل اتوماتیک به عنوان آب پاش در سیستم های آبیاری اتوماتیک استفاده می شود. همچنین در ماشین های لباسشویی خانگی و ماشین های ظرفشویی، شیرهای سلونوئیدی نقش کنترل مقدار آب وارد شده به ماشین را برعهده دارند. این نوع شیرها کاربردهایی نیز در سیستم های پاشش سوخت و سیستم های تصفیه آب خانگی دارند. شیر سیم‌لوله‌ای در دستگاههای خانگی قهوه‌ساز تمام خودکار برای تغییر جهت جریان آب از خروجی بخار (که برای کف‌دادن شیر استفاده میشود) به خروجی آب داغ (که به منظور عبور از پشته قهوه‌خردشده استفاده میشود) کاربرد دارد.

## انواع شیربرقی
شیربرقی معمولا در ماشین لباسشویی و ماشین ظرفشویی مورد استفاده قرار میگیرد. شیربرقی مسئول کنترل ورودی آب به داخل ماشین لباسشویی و ماشین ظرفشویی است. این وسیله دارای چند مدل و چند حالت است:

### شیربرقی دوقلو دو شیر
این مدل دارای دو ورودی شیر آب گرم و سرد است. که بهترین مدل شیربرقی است. این مدل جهت این ساخته شده است تا بتوانید از ورودی آب گرم و سرد بهرهمند شوید.

### شیربرقی تک شیر
دومین مدل دارای یک ورودی می باشد. که معمولا باید آب سرد را به این بخش متصل نمایید.
از دیگر کاربردهای شیر برقی، قطع جریان مبرد در سیکل تبرید تراکمی بخار چیلر است. با استفاده از این شیر برقی، ضمن جلوگیری از ورود مایع مبرد به کمپرسور در زمان خاموشی چیلر، می توان عمر کمپرسور اسکرال و یا کمپرسور اسکرو را افزایش داد

#### شیر برقی برنجی
شیر برقی 2-2 یا شیر برقی آبیاری، یکی از پرکاربردترین مدل های شیر برقی پنوماتیک بحساب میاد که دارای 2 پورت و 2 وضعیت میباشد، که معمولا به دو مدل شیر برقی برنجی و شیر برقی استیل 2-2، دسته بندی میشوند. نام دیگر این مدل، شیر سوزنی نیز میباشد.